# Улица Серышева (Хабаровск)
Улица Серышева — улица в Хабаровске, проходит через исторический центр города от набережной Амура (из парковой зоны у стадиона Ленина), через Площадь Серышева и перед железнодорожными путями продолжается Воронежской улицей. Одна из главных улиц города.

## История

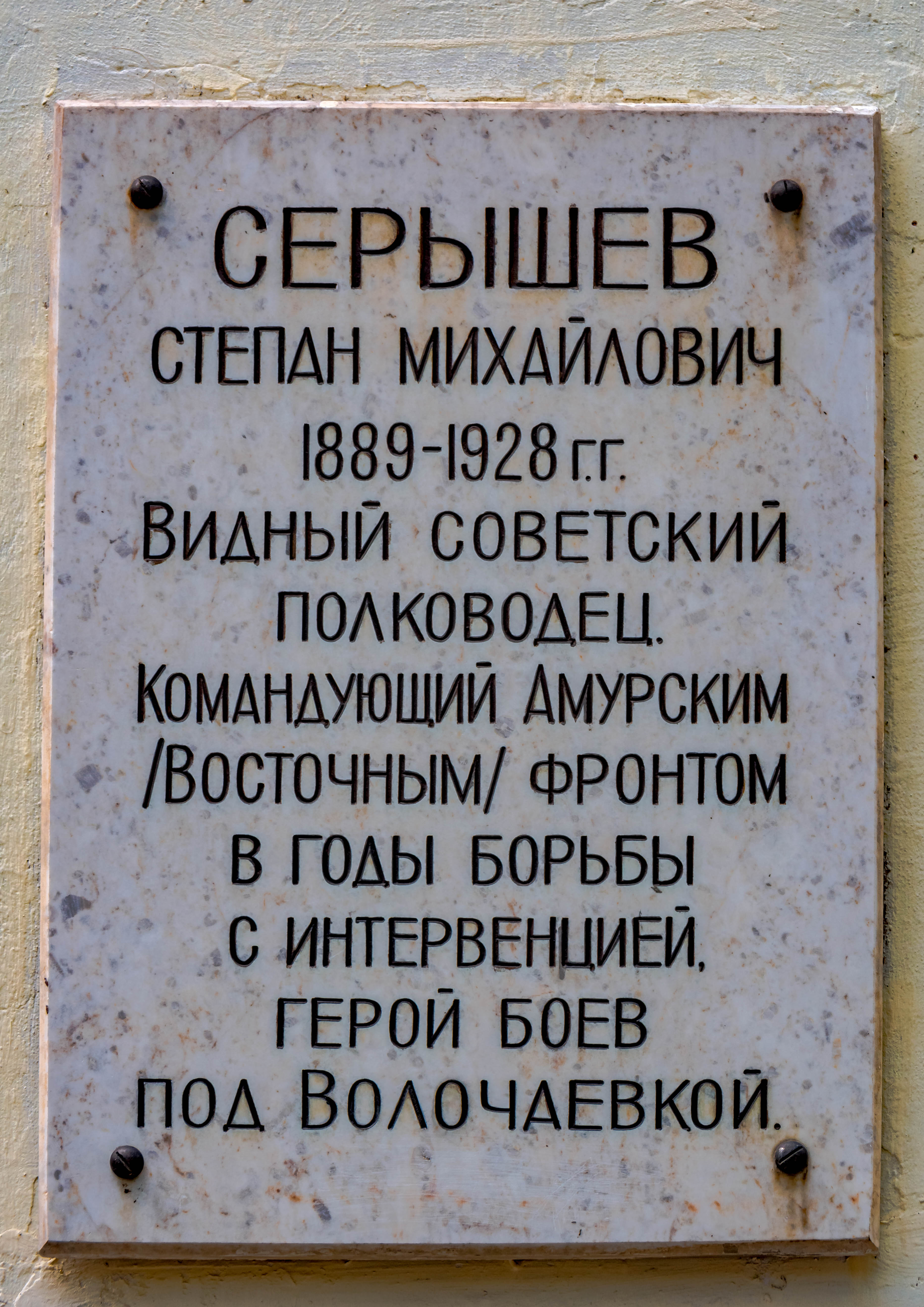
Улица Серышева, д. 3

Первая планировка застройки Хабаровска, по берегу Амура и вглубь от него, выполнена 1864 году землемером Г. К. Любенским. Первые три поперечные берегу улицы прошли по гребням трёх холмов. Эта улица была названа Военная гора, затем носила название Амурская, потом — Тихменёвская, генерал-майор Михаил Павлович Тихменев (1834—1890) был начальником штаба войск Приморской области (1865—1869), военным губернатором Приморской области (1880—1881), почётным гражданином города Хабаровска.
В 1894 году при кадетском корпусе на улице начали строить небольшую деревянную церковь в память святого апостола Филиппа, её освятил в августе 1896 года приехавший в город епископ Камчатский Макарий, присутствовали при этом генерал-губернатор С. М. Духовской и игумен Свято-Троицкого Николаевского монастыря (в Южно-Уссурийском крае) отец Алексий. В 1915 году для церкви было воздвигнуто новое кирпичное здание.
В 1894 году во временном помещении военного аптечного склада на улице открылась первая экспозиция естественнонаучного музея Приамурского отдела Императорского Русского географического общества, этот день считается днём рождения городского музея (ныне — Хабаровский краевой музей имени Н. И. Гродекова).
С установлением советской власти была переименована в честь крупного советского деятеля Льва Троцкого. Современное название получила в 1929 году, Степан Михайлович Серышев (1889—1928) был активным борцом за установление советской власти на Дальнем Востоке.
В 1932 году в Краевой психиатрической больнице проходил лечение Аркадий Гайдар, сам он писал об этом так: «Хабаровская психолечебница это все что угодно — изолятор, инвалидный дом, школа самоснабжения, база для краденных вещей, тихий приют для бывших людей, но только не лечебница», «За всю свою жизнь я был в лечебницах раз, вероятно 8 или 10 — и все-таки это единственный раз, когда — эту Хабаровскую — сквернейшую из больниц, — я вспомню без озлобления, потому что здесь будет так неожиданно написана повесть о Мальчише-Кибальчише». Здесь, в больнице, он работал над сказкой «Мальчиш-Кибальчиш» и повестью «Военная тайна».

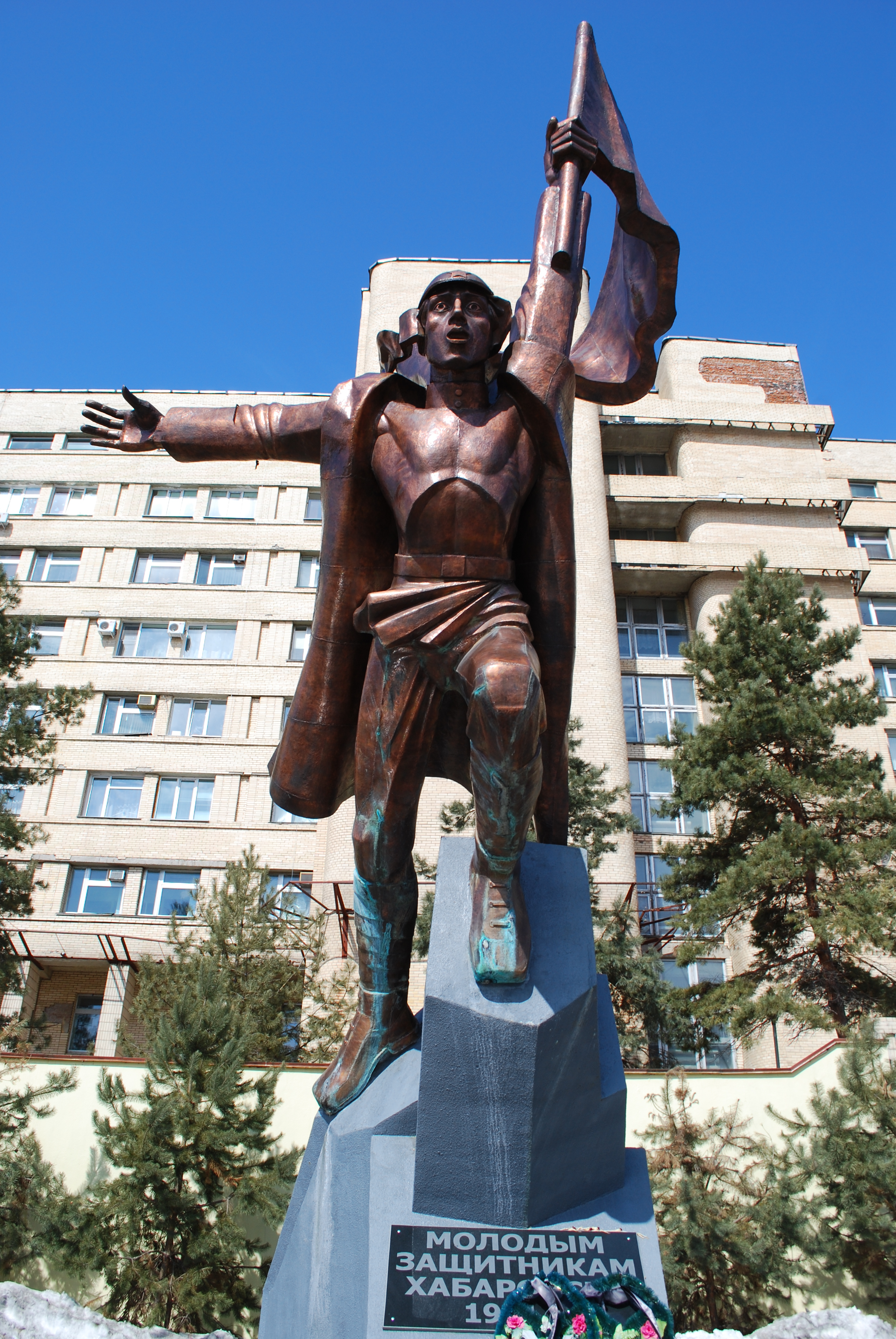
Молодым защитникам Хабаровска, погибшим 19 декабря 1921 года при обороне города

В 1960-е годы на участке в начале улицы перезахоронили, с ликвидированного кладбища около вокзала, 19 (их фамилии остались неизвестными) из погибших в декабре 1921 года бойцов-защитников города от белоказаков.
6 ноября 1977 года над могилой установили памятник — юноша со знаменем, в 1994 году обветшавший памятник демонтировали, а в 2004 году восстановили его точную копию в бронзе. Восстановленный по инициативе хабаровских ветеранов комсомола на собранные средства памятник 6 ноября 2004 года был вновь открыт на прежнем месте.

## Достопримечательности
д. 1 — Здание, где работал М. Н. Ахутин
д. 13 — Церковь Филиппа, митрополита Московского
д. 22 — здание «Дальэлектропроект», в 1993—2010 годах — офис и студии телеканала «СЭТ», а в 1998—2000 годах — «Губерния».
д. 31 — редакция газеты «Тихоокеанская звезда»
д. 60 — Хабаровское отделение Института прикладной математики Дальневосточного отделения РАН
Памятник молодым защитникам города

## Известные жители
д. 4 — М. В. Сангурский
д. 9/101 — А. Я. Сазонтов

## Галерея

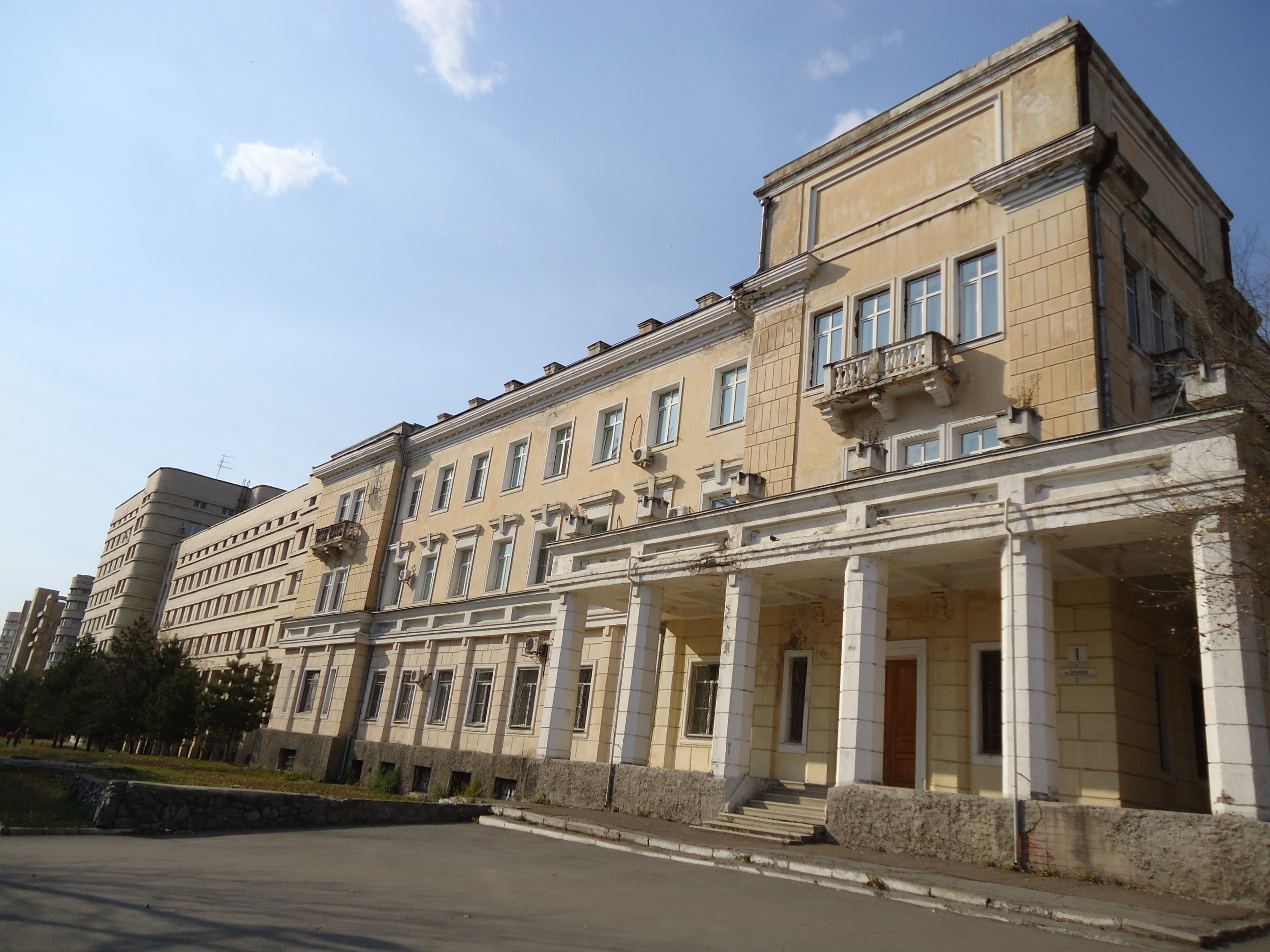
Здание госпиталя
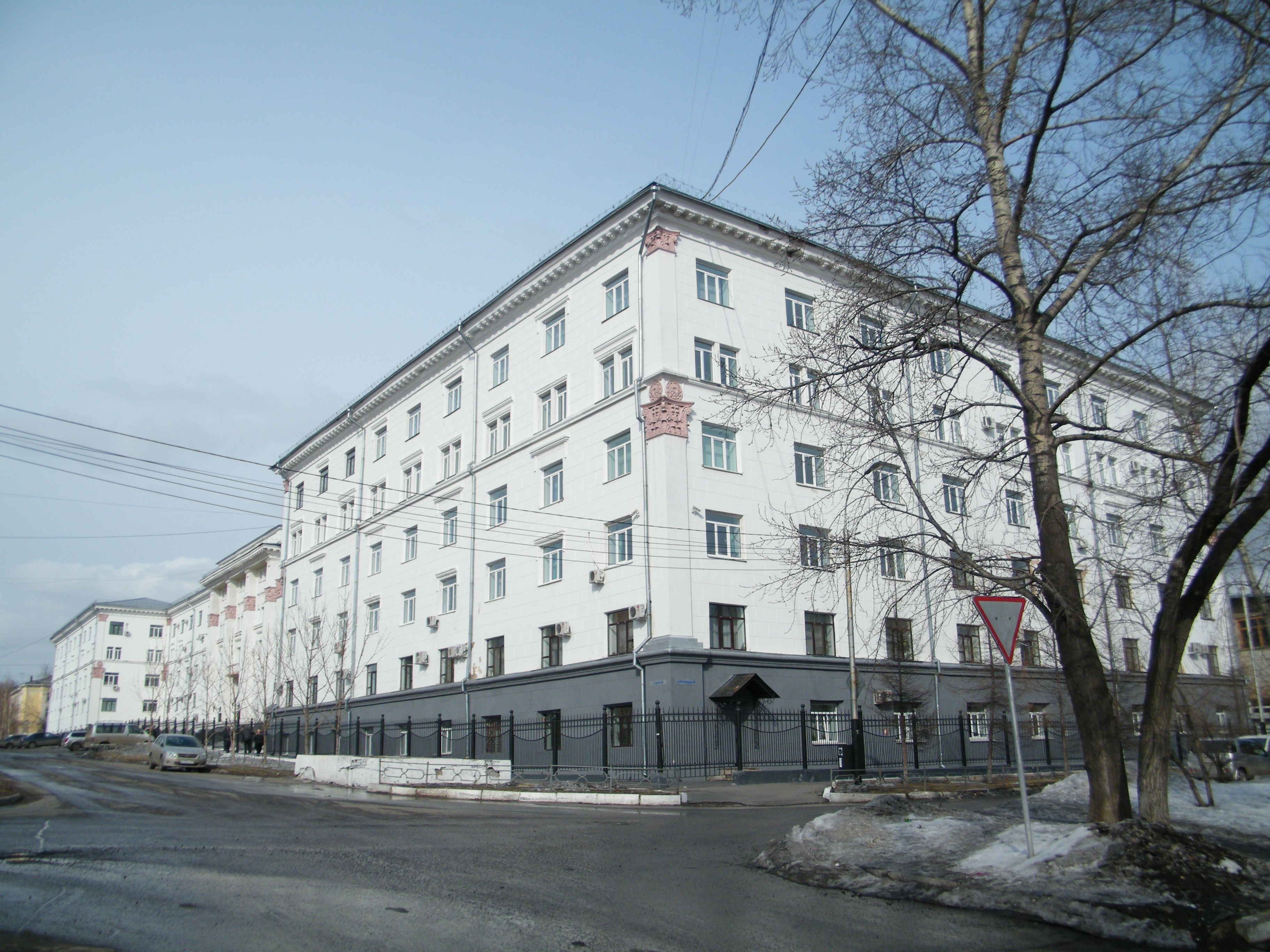
ХабИИЖТ, старый корпус
Площадь Серышева
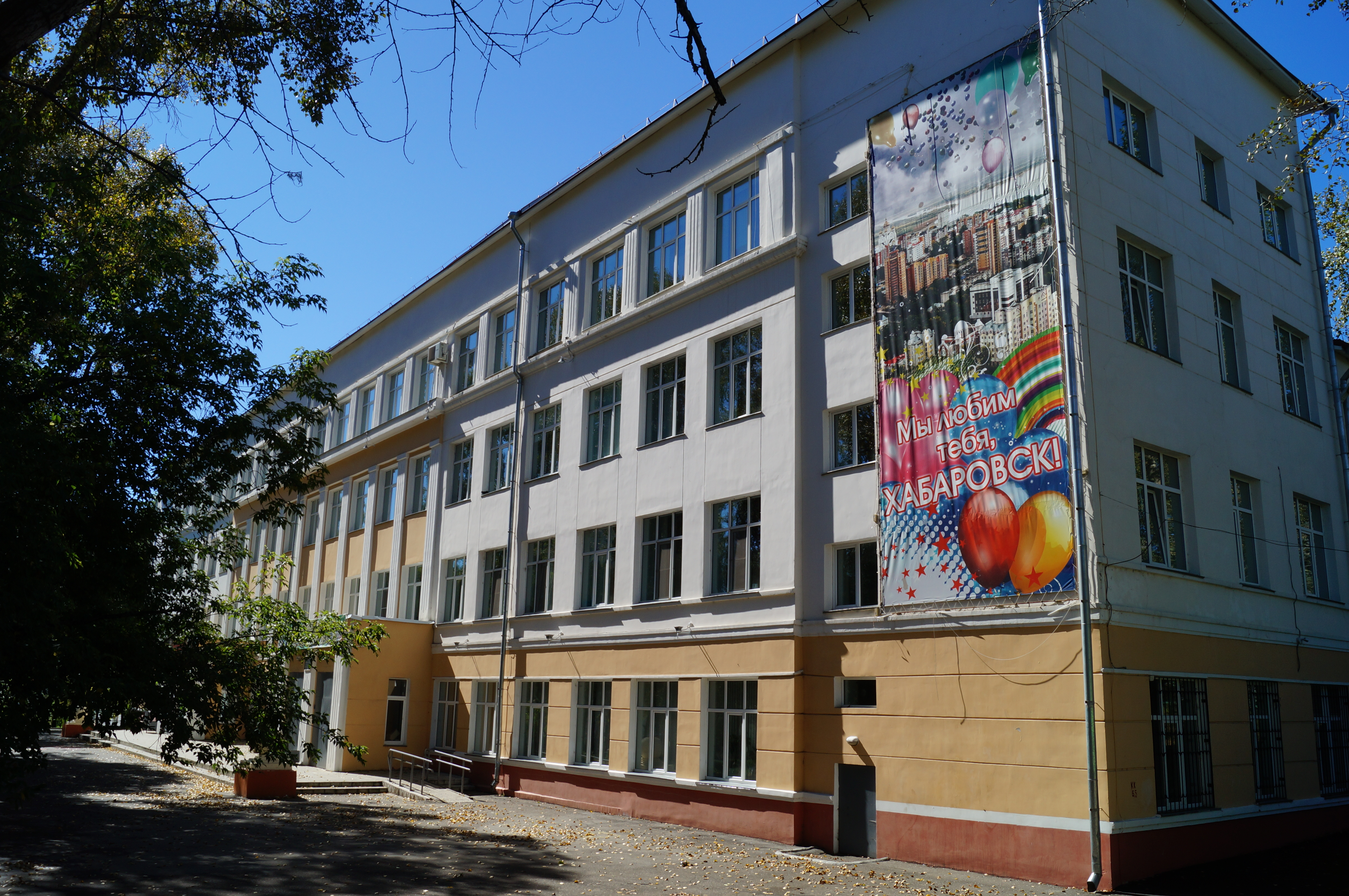
Здание, где учились Герои Советского Союза С. В. Носов, Е. В. Полтавский, В. М. Тимощук, В. Г. Шелест, В. Н. Яшин (д. 53)